# Marco Beltrame (sciatore)
Marco Beltrame (Gemona del Friuli, 23 dicembre 1986) è un ex saltatore con gli sci italiano.

## Biografia
Residente a Tarvisio, vestì per la prima volta la maglia azzurra nel 2000. Pur non avendo mai esordito in Coppa del Mondo, in carriera prese parte a due edizioni dei Campionati mondiali (10° nella gara a squadre a Val di Fiemme 2003 il miglior risultato), oltre a due dei Mondiali juniores (8° nelle gare a squadre di Sollefteå 2003 e Stryn 2004 i migliori risultati).
Convocato per i XX Giochi olimpici invernali di Torino 2006, non riuscì a parteciparvi a causa di una caduta che gli fece riportare la rottura della milza, proprio poco prima delle stesse Olimpiadi. Si ritirò nel 2008.

## Palmarès

### Campionati italiani
- 1 medaglia[1]:
  - 1 bronzo (trampolino lungo nel 2005)

### Campionati italiani juniores
- 1 medaglia[1]:
  - 1 argento (trampolino normale nel 2003)